# Lepthyphantes cavernicola
Lepthyphantes cavernicola là một loài nhện trong họ Linyphiidae.
Loài này thuộc chi Lepthyphantes. Lepthyphantes cavernicola được Kap Yong Paik & Takeo Yaginuma miêu tả năm 1969.